# Ilia Dartchiachvili
Ilia Dartchiachvili (en géorgien : ილია დარჩიაშვილი, fréquemment aussi transcrit à l'anglaise Ilia Darchiashvili), né le 21 février 1981 à Sighnaghi (RSS de Géorgie, URSS), est un fonctionnaire du gouvernement géorgien, diplomate et ancien directeur de banque, il occupe le poste de ministre des Affaires étrangères de Géorgie depuis le 4 avril 2022 jusqu'au 28 novembre 2024.

## Formation et début de carrière
Ilia Dartchiachvili est né le 21 février 1981 à Sighnaghi, alors en Géorgie soviétique. Dartchiachvili est diplômé de l'Université d'État de Tbilissi avec un diplôme en économie en 2002. Il a ensuite obtenu une maîtrise en économie et en administration des affaires de l'université d'État de Tbilissi en 2004 et de Grenoble École de management, en France, en 2011. Dartchiachvili a travaillé comme directeur pour la Bank Republic/ Société générale à Tbilissi de 2003 à 2012, date à laquelle il a rejoint le ministère des Affaires étrangères de Géorgie en tant que membre du personnel de l'ambassade de Géorgie en Pologne.
En 2014, Dartchiachvili est devenu directeur adjoint du Fonds de développement municipal géré par l'État pendant le premier mandat du Premier ministre Irakli Garibachvili et, l'année suivante, il a été promu directeur. La même année, il est devenu premier vice-ministre du Développement régional et de l'Infrastructure. Il a ensuite été ambassadeur itinérant au ministère des Affaires étrangères de 2016 à 2017. Il a été ambassadeur de Géorgie en Pologne de 2017 à 2021. Peu de temps après le retour d'Irakli Garibachvili au poste de Premier ministre, Dartchiachvili est devenu chef de l'administration du gouvernement géorgien en mars 2021.

## Ministre des Affaires étrangères
Le 4 avril 2022, le Premier ministre Garibachvili l'a nommé ministre des Affaires étrangères de Géorgie après que son prédécesseur, David Zalkaliani, a démissionné pour devenir ambassadeur de Géorgie aux États-Unis. La nomination de Dartchiachvili est survenue lors d'un malaise dans les relations avec l'Ukraine causé par le refus du gouvernement géorgien de se joindre aux sanctions internationales contre la Russie du fait de l'invasion russe de l'Ukraine en 2022. Le ministre ukrainien des Affaires étrangères, Dmytro Kouleba, a déclaré qu'il était « impatient » de travailler avec son homologue géorgien nouvellement nommé. En sa qualité de ministre, la première visite de Dartchiachvili a eu lieu à Bruxelles pour la réunion des ministres des Affaires étrangères de l'OTAN le 6 avril 2022.

## Classements et récompenses
Ilia Darchiashvili détient le rang diplomatique d'ambassadeur extraordinaire et plénipotentiaire.